# Cantone di Saint-Chamond
Il Cantone di Saint-Chamond è una divisione amministrativa dell'Arrondissement di Saint-Étienne.
È stato costituito a seguito della riforma approvata con decreto del 26 febbraio 2014, che ha avuto attuazione dopo le elezioni dipartimentali del 2015.

## Composizione
Comprende i 2 comuni di:
- L'Horme
- Saint-Chamond